# United States Coast Guard
United States Coast Guard (USCG - Paza de Coastă) face parte din Forțele armate ale Statelor Unite ale Americii. USCG face paza militară pe mare a coastei SUA, efectuând însă și acțiuni de salvare.

## Istoric
United States Coast Guard a luat ființă la data de 28 ianuarie 1915 prin unirea unității militare vamale „Revenue Cutter Service” cu unitatea de salvare pe mare „Life Saving Service”. „Revenue Cutter Service” a luat naștere în anul 1780 printr-o hotărâre în Congresul american, cu scopul combaterii pirateriei și contrabandei pe coasta de est a SUA.

## Primul Război Mondial
O dată cu izbucnirea Primului Război Mondial a fost necesară intervenția în anul 1917 a unității „Revenue Cutter Service” ca nave de urmărire a submarinelor ca și a combaterii prohibiției între anii 1920-1933. Pentru aceaste misiuni a fost întărită cu șalupe rapide cu motor și 25 de distrugătoare. În anul 1939 preia și controlul și supravegherea pescuitului în apele americane.

## Al Doilea Război Mondial
In timpul celui de al Doilea Război Mondial Paza de Coastă a fost din nou pusă sub comanda Marinei Americane și ia parte activ la acțiunile militare din Pacific și Atlantic. Flota pazei de coastă atinge în timpul războiului 802 de unități cu un număr de 1721 de soldați și 351 de nave. Paza de Coastă a reușit să scufunde în timpul războiului 21 de submarine germane, suferind și ea în același timp pierderi grele.